# Żółcień trwała AB
Żółcień trwała AB (E105) – organiczny związek chemiczny, żółty barwnik azowy. Dawniej używany jako barwnik spożywczy, lecz obecnie w Europie i Stanach Zjednoczonych zakazano dodawania go do żywności, ponieważ badania toksykologiczne wykazały jego szkodliwość.